# Олецкий повет
Олецкий повет (пол. Powiat olecki) — повет (район) в Польше, входит как административная единица в Варминьско-Мазурское воеводство. Центр повета — город Олецко. Занимает площадь 873,83 км². Население — 34 745 человек (на 31 декабря 2015 года).

## Административное деление
- города: Олецко
- городско-сельские гмины: Гмина Олецко
- сельские гмины: Гмина Ковале-Олецке, Гмина Свентайно, Гмина Велички

## Демография
Население повята дано на 31 декабря 2015 года.
| Перепись            | Всего | Мужчины | Женщины |
| ------------------- | ----- | ------- | ------- |
| Всего               | 34745 | 17333   | 17412   |
| Городское население | 16460 | 7904    | 8556    |
| Сельское население  | 18285 | 9429    | 8856    |